# Tiphia clauseni
Tiphia clauseni (лат.) — вид ос рода Tiphia из семейства Tiphiidae (Hymenoptera). Индия. 

## Описание
Жалящие перепончатокрылые. Длина тела 8,4—12,3 мм. Клипеус с базальной частью имбрицитной и ниже крупнопунктированной и вершиной гладкой, срединное расширение клипеуса округлое; дорсальная сторона переднеспинки со слабым поперечным килем, отсутствующим на срединной трети; тегула чёрная; метанотум со среднего размера крупными точками; дорсальная сторона проподеума со слабым субмаргинальным килем на латеральной стороне; пигидий апикально гладкий; переднее крыло темно-инфумированное с вершинной частью слабо инфумированное; задний базитарзус с бороздкой. Личинки предположительно, как и близкие виды, паразитируют на пластинчатоусых жуках (Scarabaeidae, Rutelidae, Cetoniinae). Вид был впервые описан в 1930 году американским энтомологом Гарри Виллисом Алленом (1892—1981) и Jaynes H. A., а его валидный статус подтверждён в 2022 году.